# Eumerus ovatus
Eumerus ovatus är en tvåvingeart som beskrevs av Friedrich Hermann Loew 1848. Eumerus ovatus ingår i släktet månblomflugor, och familjen blomflugor. Inga underarter finns listade i Catalogue of Life.